# 王彬生
王彬生（1914年7月2日—？），男，安徽凤阳人，中国作物栽培育种学家，曾任新疆生产建设兵团总农艺师，新疆农垦科学研究院院长，第三、五、六届全国人大代表。